# Can you please crawl out your window?
Can you please crawl out your window? is een single en eigen compositie van Bob Dylan uit 1965. Het was de opvolger van "Like a Rolling Stone" en "Positively 4th Street", maar had veel minder succes. De single bereikte nummer 58 in de Billboard Hot 100 en nummer 17 in de UK Singles Chart. Zijn single kwam in december uit, twee maanden eerder had een verder onbekend gebleven band de 'The Vacels' een cover uitgebracht.

## Opname
Op 30 juli 1965 werden de eerste opnamen van dit lied gemaakt tijdens de sessies voor het album Highway 61 revisited, een dag na de opname van Positively 4th Street met ongeveer dezelfde begeleidingsgroep. De versie, die toen nog "Look at Barry run" heette, kwam uiteindelijk niet op het album. Op 5 oktober werden 2 nieuwe opnamen gemaakt, waarvan de begeleidingsgroep niet bekend is, en op op 30 november 1965, werd de definitieve versie opgenomen met The Band als begeleiders, echter met Bobby Gregg in de plaats van Levon Helm en als extra musici Al Kooper en Bruce Langhorne.

## Covers
Er zijn een aantal covers van het nummer verschenen, zoals in 1975 op een single van Patricia Paay (1975). Ander covers kwamen onder meer op albums van Transvision Vamp (Little magnets versus the bubble of babble, 1991), The Jimi Hendrix Experience (BBC sessions, 1998) en The Hold Steady (I'm not there, 2007).